# Tirucallolo
Il tirucallolo è un triterpene tetraciclico con formula molecolare C30H50O.
Il tirucallolo è stato isolato nel cetriolo ed è un principio attivo del pistacchio. È stata accertata la sua attività antinfiammatoria.